# Hope World
Hope World è il mixtape di debutto del rapper sudcoreano J-Hope, pubblicato il 2 marzo 2018.

## Antefatti e pubblicazione
Prima di lanciare la propria carriera di rapper nella boy band BTS, J-Hope ha fatto parte di una crew di ballo underground e non aveva esperienza né nel rap, né nella produzione musicale. Ha sviluppato un interesse per la composizione soltanto in seguito, influenzato dai compagni di band RM e Suga e dal produttore della Big Hit Entertainment Supreme Boi, e ha menzionato per la prima volta la possibilità di pubblicare un proprio mixtape durante un'intervista nell'ottobre 2016. J-Hope ha raccontato che erano stati l'interesse e le lodi alle opere musicali che aveva creato fino ad allora a motivarlo a portare avanti il progetto. La produzione è stata confermata nel 2017, e il 23 febbraio 2018 la Big Hit Entertainment ha annunciato l'uscita del mixtape. Hope World è stato pubblicato il 2 marzo 2018, accompagnato dal video musicale della traccia Daydream. Il 7 marzo è uscito un secondo video musicale, per Airplane.
Il 22 luglio 2022 è diventato disponibile in streaming sui servizi musicali sudcoreani.

## Descrizione
Da un punto di vista personale, Hope World intende esprimere le emozioni che J-Hope ha provato lavorando come produttore, mentre musicalmente punta a presentare il suo stile e le competenze che ha maturato. Il rapper ha dichiarato che la pubblicazione di Hope World gli era sembrata un "nuovo inizio", perché a causa della sua inesperienza come produttore, in passato condividere la sua musica l'aveva sempre fatto sentire nervoso.
Ispirata dal romanzo del 1870 Ventimila leghe sotto i mari di Jules Verne, la traccia Hope World apre il mixtape con il suono di qualcuno che s'immerge sott'acqua, ponendo J-Hope "nei panni del Capitano Nemo che fa fare [agli ascoltatori] un giro [del mixtape] proprio come il sottomarino del libro navigava per gli oceani intorno al mondo". Nel pezzo l'artista spiega perché abbia intitolato l'opera a se stesso, rappando "il mio nome è la mia vita. Una vibrazione speranzosa. Un tipo positivo piuttosto che negativo. Sono all'altezza del mio nome ma non ho prezzo". P.O.P (Piece of Peace), Pt. 1 descrive il mondo come una zona di guerra dove le voci di chi chiede aiuto non vengono udite, e incarna il desiderio di J-Hope di "diventare... la speranza per qualcuno nel mondo – non una pace grandiosa, ma soltanto una scheggia di essa". La voce lenta e la linea di basso di Daydream ricordano la musica degli anni Novanta, e il pezzo viene utilizzato per enfatizzare "il ragazzo ordinario Jung Ho-seok" dietro la sua immagine pubblica. Base Line è una traccia di genere trap con scratch in cui parla di come abbia iniziato a fare musica e della gratitudine che nutre verso la vita e il suo lavoro, conducendo a Hangsang, dove si vanta giocosamente del successo e del cameratismo con gli altri membri dei BTS. In Airplane, ispirata da un volo in prima classe durante il quale si era reso conto di "star vivendo la vita gloriosa che avevo sempre sognato quando ero piccolo, e a cui ormai mi ero abituato", riflette sul suo successo, prima di chiudere il mixtape con la malinconica Blue Side (Outro). Una versione estesa di quest'ultima è stata caricata gratuitamente su SoundCloud per celebrare il terzo anniversario del mixtape.

## Accoglienza
I testi del mixtape, in particolare quelli dell'apripista Daydream, sono stati lodati da Billboard perché discutono delle difficoltà di un idol durante la sua carriera, oltre a contenere vari riferimenti letterari e a presentare temi seri in modo divertente. Jeff Benjamin di Fuse ha scritto che lo stile ricco di atmosfera di Blue Side, ultima traccia del suo mixtape Hope World, "lascia all'ascoltatore la curiosità di quale sarà la prossima uscita di J-Hope".

## Tracce
Crediti tratti dalle note di copertina.
1. Hope World – 3:24 (Docksim, J-Hope)
2. P.O.P (Piece of Peace), Pt. 1 – 3:01 (J-Hope, Pdogg)
3. Daydream (백일몽?, Baeg-ilmongLR) – 3:48 (Pdogg, J-Hope)
4. Base Line – 1:29 (J-Hope, Supreme Boi)
5. Hangsang (feat. Supreme Boi) (항상?, HangsangLR; lett. "Sempre"[15]) – 3:49 (Supreme Boi, J-Hope)
6. Airplane – 3:17 (J-Hope, Supreme Boi)
7. Blue Side (Outro) – 1:30 (Hiss Noise, Adora, J-Hope)

## Formazione
Crediti tratti dalle note di copertina.
- J-Hope – voce principale, produzione (tracce 1-2, 4, 6), scrittura (tutte le tracce), ritornello (tracce 1-2), arrangiamento voci (tutte le tracce), arrangiamento rap (tutte le tracce), registrazione (tutte le tracce), tastiera (tracce 2, 4, 6), sintetizzatore (tracce 2, 4, 6)
- Adora – editing digitale (tracce 2-7), ritornello (traccia 3), registrazione (traccia 3), produzione (traccia 7), scrittura (traccia 7), sintetizzatore (traccia 7)
- BTS – gang vocal (traccia 6)
- DJ Wegun – scratch (traccia 4)
- Docskim – produzione (traccia 1), scrittura (traccia 1), tastiera (traccia 1), sintetizzatore (traccia 1), basso (traccia 1)
- Hiss Noise – editing digitale (tracce 1, 7), produzione (traccia 7), scrittura (traccia 7), tastiera (traccia 7), chitarra (traccia 7)
- Jeong U-yeong – registrazione (tracce 2-4)
- Kim Seung-hyeon – chitarra (traccia 1)
- June – ritornello (traccia 3)
- Lee Ju-yeong – basso (tracce 2, 7)
- Ken Lewis – missaggio (tracce 5-6)
- Randy Merrill – mastering (tutte le tracce)
- Na Jam-su – talk box (traccia 1)
- Park Gi-won – registrazione (traccia 2)
- Park Jin-se – missaggio (tracce 4, 7)
- Pdogg – produzione (tracce 2-3), scrittura (tracce 2-3), tastiera (tracce 2-3), sintetizzatore (tracce 2-3)
- Slow Rabbit – arrangiamento voci (traccia 7)
- Supreme Boi – arrangiamento rap (tutte le tracce), editing digitale (tutte le tracce), registrazione (tutte le tracce), produzione (tracce 4-6), scrittura (tracce 4-6), tastiera (tracce 4-6), sintetizzatore (tracce 4-6), voce ospite (traccia 5), arrangiamento voci (traccia 6)
- Yang Ga – missaggio (tracce 1-3)

## Successo commerciale
Hope World ha debuttato alla posizione 63 nella classifica statunitense Billboard 200 riferita alla settimana terminante il 1º marzo 2018, con 9.000 unità equivalenti ad album vendute in meno di una giornata dall'uscita. Ha raggiunto il picco la settimana successiva con altre 12.000 unità, salendo alla 38ª posizione e facendo di J-Hope il solista coreano meglio classificato di sempre fino a quel momento.
Tre tracce del mixtape, Daydream, Hope World e Hangsang, sono entrate nella World Digital Songs Chart riferita alla settimana terminante il 1º marzo 2018, rispettivamente alle posizioni 3, 16 e 24. La settimana successiva sono salite alle posizioni 1, 6 e 11, e Airplane, Base Line e P.O.P (Piece of Peace), Pt. 1 hanno occupato le posizioni 5, 6, e 12. Il successo del suo debutto solista ha fatto figurare J-Hope al terzo posto della classifica Emerging Artists Chart e 97º nella Artist 100 Chart per la settimana del 10 marzo 2018, salendo 91º durante la settimana seguente. È stato il quinto coreano, e il secondo solista dopo Psy, a rientrare nella Artist 100.

## Classifiche
| Classifica (2018)     | Posizione massima |
| --------------------- | ----------------- |
| Australia             | 13                |
| Austria               | 25                |
| Canada                | 35                |
| Finlandia             | 20                |
| Francia               | 160               |
| Norvegia              | 14                |
| Nuova Zelanda         | 23                |
| Paesi Bassi           | 34                |
| Spagna                | 62                |
| Stati Uniti d'America | 38                |
| Svezia                | 30                |